# Aterynowate
Aterynowate (Atherinidae) – rodzina ryb aterynokształtnych. Kilka gatunków z tej rodziny ma znaczenie gospodarcze oraz hobbystyczne (hodowla w akwariach). Występują w morskich wodach przybrzeżnych w klimatach zwrotnikowym, podzwrotnikowym i umiarkowanym, większość w Indopacyfiku, a trzy gatunki w Oceanie Atlantyckim. Gatunki z rodzaju  Craterocephalus zasiedlają wody słodkie Australii.

## Opis
Około 2/3 z nich to gatunki morskie. Ryby z tej rodziny są stosunkowo małe, długość ciała nie przekracza 10 cm. Ciało wydłużone, prawie walcowate, bocznie spłaszczone, pokryte drobną łuską. Brak linii bocznej i płetwy tłuszczowej. Wyróżniają się obecnością dwóch płetw grzbietowych z szeroką przerwą między nimi. W pierwszej znajduje się 2–5 promieni. Płetwy piersiowe położone wysoko. Wzdłuż boku ciała przebiega srebrna smuga.
Aterynowate odbywają tarło w wodach przybrzeżnych. Ich ikra przyczepia się do roślin za pomocą lepkich wypustek, tworzących u niektórych gatunków długie warkocze ciągnące się za samicą do czasu zaczepienia.
Ryby z tej rodziny żywią się pokarmem zwierzęcym.

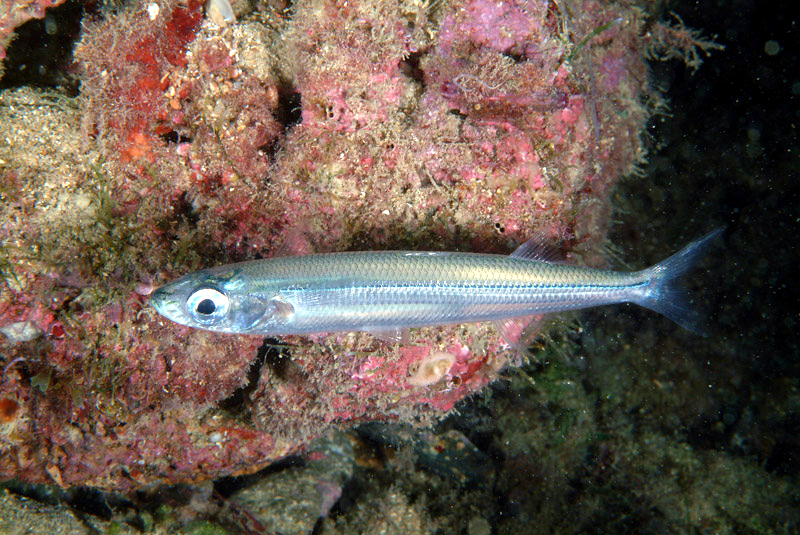
Ateryna atlantycka (Atherina hepsetus)

## Klasyfikacja
Rodzaje zaliczane do tej rodziny grupowane są w czterech podrodzinach Atherininae, Atherinomorinae, Bleheratherininae, Craterocephalinae:
Alepidomus — Atherina — Atherinason — Atherinomorus — Atherinosoma — Atherion — Bleheratherina — Craterocephalus — Hypoatherina — Kestratherina — Leptatherina — Sashatherina — Stenatherina — Teramulus